# Българи в Бразилия
Българите в Бразилия са от 1750 (по официални данни) до между 10 000 и 65 000 души, като значителен брой живеят в Сао Пауло. В Рио де Жанейро има български квартал на име „Проденти“.

## История
Масовото прииждане на българи в Аржентина и Бразилия започва през 1922 година. Тогава тези страни излизат с програма, че територията им отговаря на доста повече население от това, което имат. Тя се реализира с помощта на основаното през 1917 година Общество на народите. От параходите се изсипват хиляди българи в латиноамериканските пристанища – Рио де Жанейро, Буенос Айрес и Монтевидео. Хора без пари и без имоти, който чакат да видят мечтаната земя. Оказват се и без необходимите емигрантски документи, тъй като параходната агенция на Велко Баев им е вземала по 12 песо за тях, но в Аржентина и Бразилия нашите емигранти разбират, че са без документи, а те в действителност стрували 800 песо.
Първите българи, заселели се в Бразилия, са потомци на бесарабски българи, тръгнали на гурбет след преминаването на областта от Русия към Румъния. През 1926 година се заселват първите 200 семейства в щатите Сао Паулу и Мату Гросу ду Сул. Малко по-късно се заселват още 200 семейства. Фактът, че идват от Румъния, където използват латиницата, не налага да променят на -of или -ef окончанията на фамилиите си. В румънските им паспорти те били изписани с -ov и -ev. Така запазват привичните за българския език окончания на имената си. Втората вълна българи са потомци на бегълци от комунистическия терор в България след 9 септември 1944 година.
През тридесетте години на 20 век български градинари се озовават в Бразилия, те идват в страната без никакъв капитал, само с торбички български семена, предвидливо взети от България, защото не знаят какво ги очаква там, но са подготвени за градинарство. При климатичните условия в Бразилия те се установяват на юг - Сао Пауло, Сантус, Порту Алегри и Санта Катерина. Там мнозина работят на групи от по 5-10 души. Обикновено градините им били от два до пет декара и произвеждали всички български зеленчуци, като най-много били доматите. Вместо да укрепят и уголемят градините си, позамогналите се нашенци бързали да купят земя и да станат самостоятелни. Събирали съдружници и наемни работници от новопристигнали българи и започвали работа на нова градина. Така те стават жертва не на други, а на японците. Техният посланик също прави реклама на Бразилия като страна, която предоставя на всекиго земя, стига да я обработва и да произвежда от нея. На всичко отгоре той настоява пред правителството на неговите сънародници с пристигането освен земя, да им се дадат изселнически премии, с които да осигурят производството си. Пазарът в Белу Оризонти поглъщал от 60 до 100 сандъка домати на ден. Само 5-6 български градинари били способни да произведат това количество. Когато обаче дошли японците, те всеки ден произвеждали по 70 сандъка и цените паднали десетократно. Така станало и с другите зеленчуци, които произвеждали нашенци. Като прибавим, че японците били извънредно пестеливи и ядяли предимно ориз, то е ясно как са разорили нашенските градинари. Мнозина от тях се върнали в България.

## Култура

### Организации
В сайта на ДАБЧ на България се посочва, че в Бразилия има следните организации: 
- Културна асоциация на българите в Бразилия – Сао Пауло. Създадена през 1984 г. Участват предимно наследници на бесарабските българи, пристигнали в Бразилия преди Втората световна война. Отбелязват кръгли годишнини от преселването в Музея на имиграцията в Сао Паоло. Не говорят български език, но честват български празници, проявяват интерес към корените и историята.
- Българско неделно училище – Сао Пауло с директор Михаил Кръстанов.

## Личности
Значими личности от български произход саː
- Антонио Петиков - скулптор
- Дилма Русев - бразилски политик
- Жоржи Косиков - юрист и писател
- Свобода Бъчварова - писател, редактор и киносценарист
- Христо Лагадинов - български революционер